# Maças (ginástica)

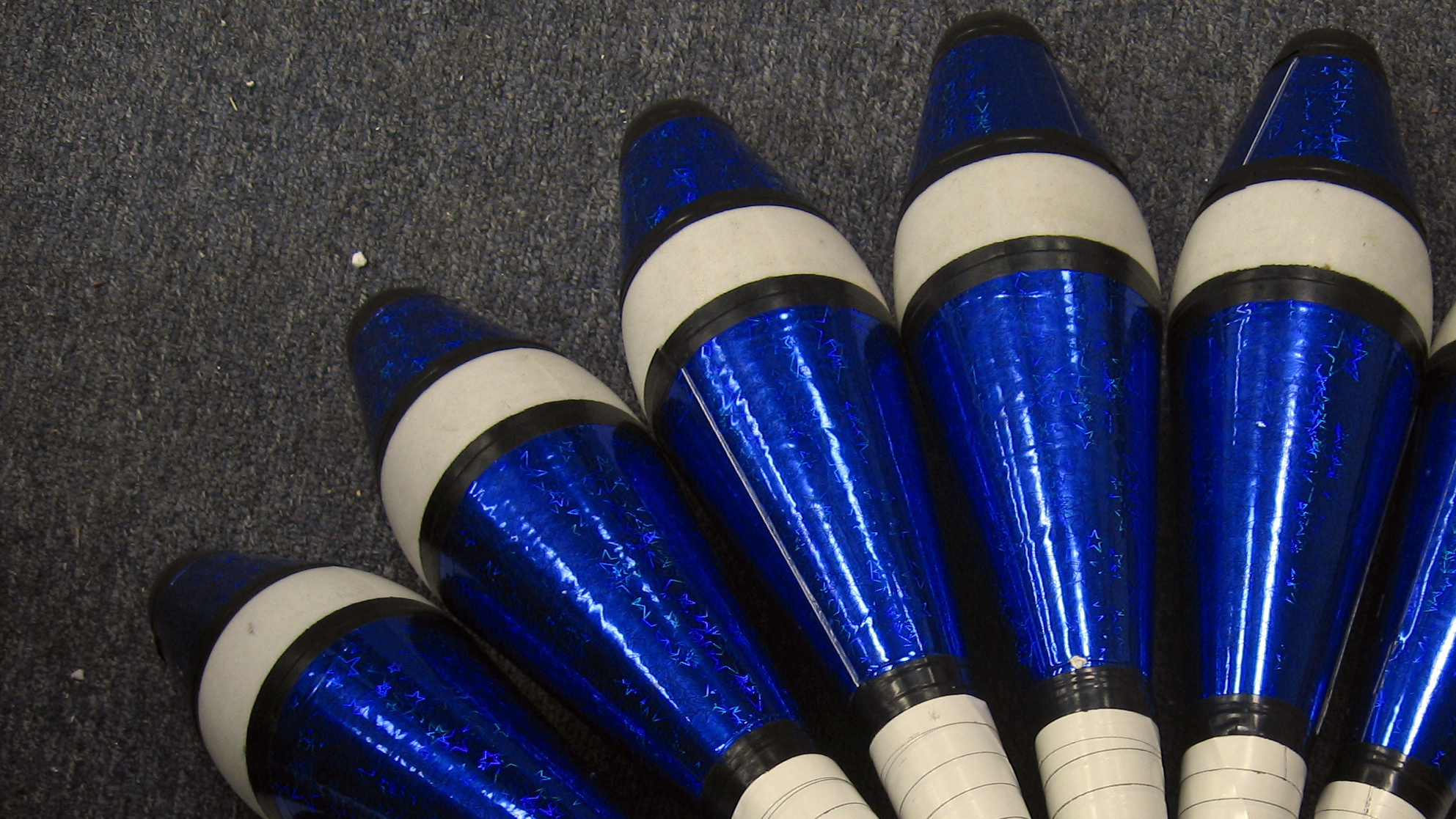
Maças

As Maças, semelhantes a balizas ou pinos de boliche, são feitas de madeira ou plástico e devem ter entre quarenta e cinquenta centímetros de comprimento e pesarem pelo menos 170g cada.
A parte mais grossa é chamada de corpo, parte mais afilada, de pescoço e a formada por uma esfera de três centímetros de diâmetro é denominada cabeça.
Delicadeza das mãos é fundamental para se trabalhar bem com esse aparelho. As maças são usadas para fazer, círculos, curvas e formar o número máximo possível de figuras assimétricas, combinando-as com várias figuras formadas apenas pelo corpo. Exercícios com as maças requerem alto grau de ritmo, coordenação e precisão para boas recuperações.
Este é um aparelho que exige o bom uso de ambos os lados do corpo. O elemento corporal equilíbrio deve ser executado sobre a meia-ponta ou sobre um joelho, ser visivelmente mantido, ter forma ampla, fixa e bem definida, além de ser coordenado com uma ou as duas balizas em movimento sendo os equilíbrios os principais elementos de dificuldade corporal nesse aparelho.